# 巴爾什鄉 (雅西縣)
47°18′N 26°59′E / 47.300°N 26.983°E
巴爾什鄉（羅馬尼亞語：Comuna Balș, Iași），是羅馬尼亞的鄉份，位於該國東北部，由雅西縣負責管轄，處於布加勒斯特以北300公里，每年平均降雨量902毫米，海拔高度120米，2007年人口3,339。